# Coupe d'Arménie de football 2006
Navigation
Coupe d'Arménie 2005 Coupe d'Arménie 2007
La Coupe d'Arménie 2006 est la 15e édition de la Coupe d'Arménie depuis l'indépendance du pays. Elle prend place entre le 25 mars et le 9 mai 2006.
Un total de douze équipes participe à la compétition, correspondant à sept des huit clubs de la première division 2006, à l'exception de l'Ulisses FC, auxquels s'ajoutent cinq équipes du deuxième échelon.
La compétition est remportée par le Mika Ashtarak, qui conserve son titre en battant le Pyunik Erevan à l'issue de la finale pour gagner sa cinquième coupe nationale. Cette victoire permet au Mika de se qualifier pour la Coupe UEFA 2006-2007 ainsi que pour l'édition 2007 de la Supercoupe d'Arménie.

## Premier tour
Le premier tour est disputé par huit des douze participants, incluant l'ensemble des équipes de la deuxième division. Les matchs aller sont disputés les 25 et 26 mars 2006, et les matchs retour le 1er et le 2 avril suivants.
| Équipe 1             | Score | Équipe 2              | Aller | Retour |
| -------------------- | ----- | --------------------- | ----- | ------ |
| Gandzasar Kapan (D1) | 7 - 1 | (D2) Mika-2 Ashtarak  | 3 - 1 | 4 - 0  |
| Pyunik-2 Erevan (D2) | 1 - 3 | (D2) Banants-2 Erevan | 1 - 0 | 0 - 3  |
| Ararat Erevan (D1)   | 7 - 1 | (D2) Ararat-2 Erevan  | 4 - 0 | 3 - 1  |
| Shirak FC (D1)       | 2 - 1 | (D2) Hay Ari Erevan   | 0 - 1 | 2 - 0  |

## Quarts de finale
Les matchs aller sont disputés les 5 et 6 avril 2006, et les matchs retour les 9 et 10 avril suivant.
| Équipe 1             | Score             | Équipe 2              | Aller | Retour   |
| -------------------- | ----------------- | --------------------- | ----- | -------- |
| Gandzasar Kapan (D1) | 1 - 3             | (D1) Mika Ashtarak    | 1 - 0 | 0 - 3    |
| Kilikia Erevan (D1)  | 2 - 2 (4 - 3 tab) | (D2) Banants-2 Erevan | 1 - 1 | 1 - 1 ap |
| Pyunik Erevan (D1)   | 2 - 2 (6 - 5 tab) | (D1) Ararat Erevan    | 1 - 1 | 1 - 1 ap |
| Shirak FC (D2)       | 1 - 2             | (D1) Banants Erevan   | 0 - 0 | 1 - 2    |

## Demi-finales
Les matchs aller sont disputés le 19 avril 2006, et les matchs retour le 26 avril suivant.
| Équipe 1           | Score  | Équipe 2            | Aller | Retour |
| ------------------ | ------ | ------------------- | ----- | ------ |
| Mika Ashtarak (D1) | 4 - 0  | (D1) Shirak FC      | 3 - 0 | 1 - 0  |
| Pyunik Erevan (D1) | 2E - 2 | (D1) Banants Erevan | 1 - 0 | 1 - 2  |

## Finale
La finale de cette édition oppose le Mika Ashtarak au Pyunik Erevan. Tenant du titre, le Mika dispute à cette occasion sa cinquième finale depuis la saison 2000, l'ayant jusqu'ici emporté systématiquement. Le Pyunik joue quant à lui sa sixième finale, ayant remporté le trophée deux fois en 1996 et 2002.
La rencontre est disputée le 9 mai 2006 au stade Républicain Vazgen-Sargsian d'Erevan. Le seul but du match est inscrit par Armen Shahgeldian en faveur du Mika à la 24e minute, ce qui suffit au club pour remporter sa cinquième coupe nationale en autant de finales jouées.
| Entraîneur :       |
| Armen Adamyan (en) |

| Entraîneur :          |
| Samvel Petrosyan (en) |

| Entraîneur :       |
| Armen Adamyan (en) |

| Entraîneur :          |
| Samvel Petrosyan (en) |